# 許虞哲
許虞哲（1952年10月27日—2020年2月15日），美國哈佛大學法學碩士，曾任中華民國財政部部長、次長、台灣期貨交易所董事長、臺北市稅捐稽徵處處長等職，2020年2月15日因為免疫系統疾病於臺大醫院逝世。

## 榮譽
- 2016年財政部一等財政獎章
- 2015年財政部模範公務人員
- 2006年財政部二等財政獎章
- 2003年行政院模範公務人員

### 褒揚令
3月4日舉行追思祝福奠禮，蔡英文總統親臨會場並頒發褒揚令，褒揚令全文為：

財政部前部長、臺灣期貨交易所股份有限公司董事長許虞哲，洽聞沖簡，素德清材。少歲卒業國立政治大學財稅學系暨財政研究所，旋負笈遊美，獲哈佛大學法學碩士學位，抱志懷才，濬瀹專攻。歷任臺北市稅捐稽徵處處長、五區國稅局局長暨賦稅署署長等職，張拓各項稽徵事宜，調降最高邊際稅率；實施證券交易所得課稅，營造優質租稅環境，折衝圖議，幹濟有聲。尤以出任財政部次長、部長期間，整合通關航港系統，研提電子發票載具；踐履開源節流要旨，置辦跨境電商稅制；釐訂國有財產法規，增益公共建設量能，極智窮思，振裘持領；迴籌轉策，通觀全局。嗣接掌臺灣期貨交易所，博求多元商品創新，簡化交易結算程序；加強風險控管措施，推升期貨市場榮景，謨慮運帷，蜚英騰茂。曾獲頒財政部一、二等財政獎章暨模範公務人員等殊榮。綜其生平，殫瘁臺灣稅務體系興革，丕奠國家財政發展利基，訏猷遠謀，令績遐舉；行誼世範，楷模垂芬。遽聞溘然殂殞，悼惜彌殷，應予明令褒揚，用示政府篤念邦賢之至意。

總　　　統　蔡英文　　

行政院院長　蘇貞昌　　　　